# Aaron Refvem
Aaron Pierce Refvem (New York, 13 ottobre 1997) è un attore statunitense.

## Biografia
Aaron è nato a New York. Ha fatto il suo debutto cinematografico nel cortometraggio del 2007 Rockabye. Aaron ha avuto un breve ruolo memorabile nella serie della ABC Grey's Anatomy interpretando il ruolo di Jackson Prescott, un paziente che diventa malato terminale nel corso degli episodi, trattato per diverso tempo dalla Dottoressa Bailey e dal Dottor Kenley, poi passato alla Dottoressa Robbins dopo la morte di quest'ultimo, che si aspettava di morire a meno di non ricevere un trapianto d'organo.
Nel 2009 Aaron ha sostituito l'attore George Juarez nella soap opera della ABC interpretando il ruolo di Morgan Corinthos figlio di Carly Corinthos, che non ama che suo figlio trascorra del tempo con suo padre, il mafioso Sonny Corinthos. Aaron è stato sostituito alla fine del 2010 dall'attore Aaron Sanders.

## Televisione
| Anno | Titolo                              | Ruolo            | Note                                                                                              |
| ---- | ----------------------------------- | ---------------- | ------------------------------------------------------------------------------------------------- |
| 2008 | Turbo Dates                         |                  | 1 episodio: "3:10 to Puma" - Titolo originale                                                     |
| 2008 | The Cleaner                         | Giovane Brian    | 1 episodio: "La casa del dolore"                                                                  |
| 2008 | Due uomini e mezzo                  | Chuck / Jeremy   | 1 episodio: "Vecchie storie"                                                                      |
| 2009 | Grey's Anatomy                      | Jackson Prescott | 3 episodi: "Vorrei che tu fossi qui", "Compassione per il diavolo" e "Una scala per il paradiso"  |
| 2009 | Dexter (serie televisiva)           | Ragazzo          | 1 episodio: "Frammenti di memoria"                                                                |
| 2009 | Sons of Anarchy                     | Cliff Weston     | 2 episodi: "La trappola" e "Accerchiamento"                                                       |
| 2009 | General Hospital                    | Morgan Corinthos | 93 episodi                                                                                        |
| 2010 | Medium (serie televisiva)           | Finn Miller      | 1 episodio: "Psiche"                                                                              |
| 2010 | CSI: NY                             | Sam Harris       | 1 episodio: "Insoliti sospetti"                                                                   |
| 2010 | Dr. House - Medical Division        | Roger            | 1 episodio: "Vaiolo"                                                                              |
| 2010 | The Closer                          | Skander Marku    | 2 episodi: "Prova vivente - Parte 1" e "Prova vivente - Parte 2"                                  |
| 2011 | Criminal Minds: Suspect Behavior    | Pete             | 2 episodi: "Destini incrociati" e "Ecco qui il fuoco"                                             |
| 2011 | Free Agents (serie televisiva 2011) | Billy Taylor     | 2 episodi: "The Kids Are Probably Alright" e "Nice Guys Finish at Some Point " - Titoli Originali |
| 2012 | A tutto ritmo                       | Jason            | 1 episodio: "Funk It Up " - Titolo originale                                                      |

## Filmografia
| Anno | Titolo                  | Ruolo                   | Note           |
| ---- | ----------------------- | ----------------------- | -------------- |
| 2008 | Rockabye                | Billy                   |                |
| 2008 | The Van Pelt Family     | Wallace Van Pelt        |                |
| 2008 | Little Canyon           | Nat                     |                |
| 2009 | Baby O                  | Mikey                   |                |
| 2009 | Opposite Day            | Dottore bambino         |                |
| 2010 | This Little Piggy       | Colin Graham            |                |
| 2010 | The Elm Tree            | Thomas Burch            | Cortometraggio |
| 2010 | Level 26: Dark Prophecy | Henry                   | Cortometraggio |
| 2011 | Babylon Beach           | Ryan                    |                |
| 2012 | Identical               | Giovane Rich Washington |                |
| 2012 | Lift                    | Cody                    | Cortometraggio |

## Premi e riconoscimenti
| Anno | Award              | Categoria                                                                 | Lavoro           | Risultato       |
| ---- | ------------------ | ------------------------------------------------------------------------- | ---------------- | --------------- |
| 2010 | Young Artist Award | Best Performance in a TV Series - Recurring Young Actor 13 and Under      | General Hospital | Candidato/a     |
| 2010 | Young Artist Award | Best Performance in a TV Series - Guest Starring Young Actor 13 and Under | Sons of Anarchy  | Candidato/a     |
| 2011 | Young Artist Award | Best Performance in a TV Series - Guest Starring Young Actor 11-13        | CSI: NY          | Vincitore/trice |

## Doppiatori italiani
- Federico Bebi in Dr. House - Medical Division